# Eucalyptus cretata
Eucalyptus cretata là một loài thực vật có hoa trong Họ Đào kim nương. Loài này được P.J.Lang & Brooker mô tả khoa học đầu tiên năm 1990.